# Powiat de Nisko
Le powiat de Nisko (en polonais : powiat niżański) est un powiat appartenant à la voïvodie des Basses-Carpates dans le sud-est de la Pologne.

## Division administrative
Le powiat comprend 7 communes :
- 3 communes urbaines-rurales : Nisko, Rudnik nad Sanem et Ulanów ;
- 4 communes rurales : Harasiuki, Jarocin, Jeżowe et Krzeszów.